# Michotlayo
Michotlayo är en ort i Mexiko.   Den ligger i kommunen Axtla de Terrazas och delstaten San Luis Potosí, i den sydöstra delen av landet, 220 km norr om huvudstaden Mexico City. Michotlayo ligger 112 meter över havet och antalet invånare är 323.
Terrängen runt Michotlayo är kuperad söderut, men norrut är den platt. Runt Michotlayo är det ganska tätbefolkat, med 179 invånare per kvadratkilometer. Närmaste större samhälle är Tamazunchale, 12,5 km söder om Michotlayo. Omgivningarna runt Michotlayo är en mosaik av jordbruksmark och naturlig växtlighet.